# Bartlett Bench
Die Bartlett Bench ist eine blanke, flache und bankähnliche Erhebung im westantarktischen Marie-Byrd-Land. Im Königin-Maud-Gebirge ragt sie östlich des Bartlett-Gletschers und 10 km südsüdwestlich es Mount Ruth auf.
Der United States Geological Survey kartierte sie anhand von Vermessungen und Luftaufnahmen der United States Navy aus den Jahren von 1959 bis 1964. Die Mannschaft, die im Rahmen der New Zealand Geological Survey Antarctic Expedition zwischen 1969 und 1970 den Scott-Gletscher erkundete, benannte sie in Anlehnung an die Benennung des gleichnamigen Gletschers. Dessen Namensgeber ist der kanadische Arktisforscher Robert Bartlett (1875–1946).